# Theodorus Dubois
Theodorus Dubois (Groningen, 9 april 1907 - Voorschoten, 13 januari 1996) was een Nederlandse verzetsstrijder tijdens de Tweede Wereldoorlog. Hij werkte tijdens de Duitse bezetting voor de groep Packard.
Voor het uitbreken van de oorlog was Dubois radiotelegrafist-observator, later luchtverkeersleider, in dienst van het Bureau Luchtverkeersbeveiliging (LVB) van de Rijksluchtvaartdienst. Na de Duitse inval op 10 mei 1940 was het uitoefenen van zijn beroep niet meer mogelijk. Hij werd, met zijn collega's van de LVB, te werk gesteld bij andere rijksinstellingen. Dubois werd in 1942 geplaatst bij het Bureau Bijzondere Transportvergunningen van de Rijksverkeersinspectie te Utrecht.
Via LVB-collega A.A. de Roode, die in Den Haag reeds actief was met een geheime zender, werd Dubois aangezocht door Henk Deinum, om een zendpost op te zetten voor het doorgeven van weerberichten en andere voor de oorlogvoering belangrijke informatie. Deze zendpost werd operationeel in oktober 1943 onder de naam 'Irene-Met'. Dubois bemiddelde via zijn zwager Caspar Naber in de totstandkoming van een zendstation in Groningen, dat 'Beatrix-Met' werd genoemd. Gedurende een jaar wist Irene-Met berichten uit te zenden vanuit een woning aan de Boothstraat in Utrecht naar het Bureau Inlichtingen te Londen.
Zijn dagelijkse werk bij het Bureau Bijzondere Transportvergunningen vereiste nauwe samenwerking met de Wehrmacht en de technische verbindingsdienst van de (Staats)politie. Om meer informatie over de vijand te verkrijgen werd besloten te infiltreren bij deze verbindingsdienst. Dubois solliciteerde op de vacature van inspecteur en onderging een politiek onderzoek. Dit onderzoek werd verricht door de majoor van de staatspolitie, A. Harrebomée (deze werd in 1947 wegens oorlogsmisdaden terechtgesteld). Dit onderzoek was nodig om vast te stellen of de Duitse bezetter hem kon vertrouwen. Dubois maakte de juiste indruk en werd aangenomen. Eind juli 1944 begon hij zijn werk bij de politie. Op 9 oktober 1944 bereikten de peilwagens van de Sicherheitsdienst (SD) de Boothstraat. Dubois was daar aanwezig en had zijn uitzending naar Londen net voltooid. De SD zette de straat af en viel het 'zendhuis' binnen. Dubois wist zich te verbergen in het huis en de zender werd ontdekt. Gedurende zeven uur lag Dubois op een divanbed, tegen de muur geklemd, door beddengoed aan het oog onttrokken. Op het bed zaten SD'ers die de eigenaresse van het pand, de arts Ada van Rossem, ondervroegen. Tijdens het aflossen van de wacht door de SD wist hij, duizelig en wankelend op de benen, in het donker over het dak te ontsnappen. Zijn identiteit werd bij de Duitsers pas na drie weken bekend, omdat Van Rossem gedurende lange tijd volhield zelf de telegrafist te zijn en zij aanvankelijk de verhoren kon doorstaan. De meeste mensen rond Irene-Met konden daardoor op tijd wegkomen.
Voorzien van valse papieren bereikte Dubois fietsend de frontlinie bij Vught. Op 23 oktober 1944 werd Vught bevrijd tijdens het offensief van de 51st Highland Division en kon Dubois zich bij de Britse troepen voegen. Deze laatsten vermoedden in hem een spion of provocateur van de Duitsers en namen hem gevangen. Na enige dagen gevangenschap werd in opdracht van BI zijn juiste identiteit vastgesteld door Karel Nort van Radio Herrijzend Nederland. Als Philips-medewerker namelijk, had Nort Dubois enige malen in Utrecht ontmoet. Dubois werd door het Militair Gezag ondergebracht bij het Corps Regeeringsberichtendienst en belast met herstellen van de telefoon-en telexverbindingen van de politie in de bevrijde gebieden. Na de capitulatie van de Duitsers in het Westen van Nederland, keerde hij terug als inspecteur bij de technische verbindingsdienst van de (Rijks)politie te Utrecht. Per 1 januari 1947 nam hij zijn oude werk als luchtverkeersleider weer op met als standplaats Schiphol.
Voor betoonde dapperheid tijdens de oorlogsjaren werd Dubois onderscheiden met het Bronzen Kruis en het Verzetsherdenkingskruis. 